# Schüttestrasse (Bern)

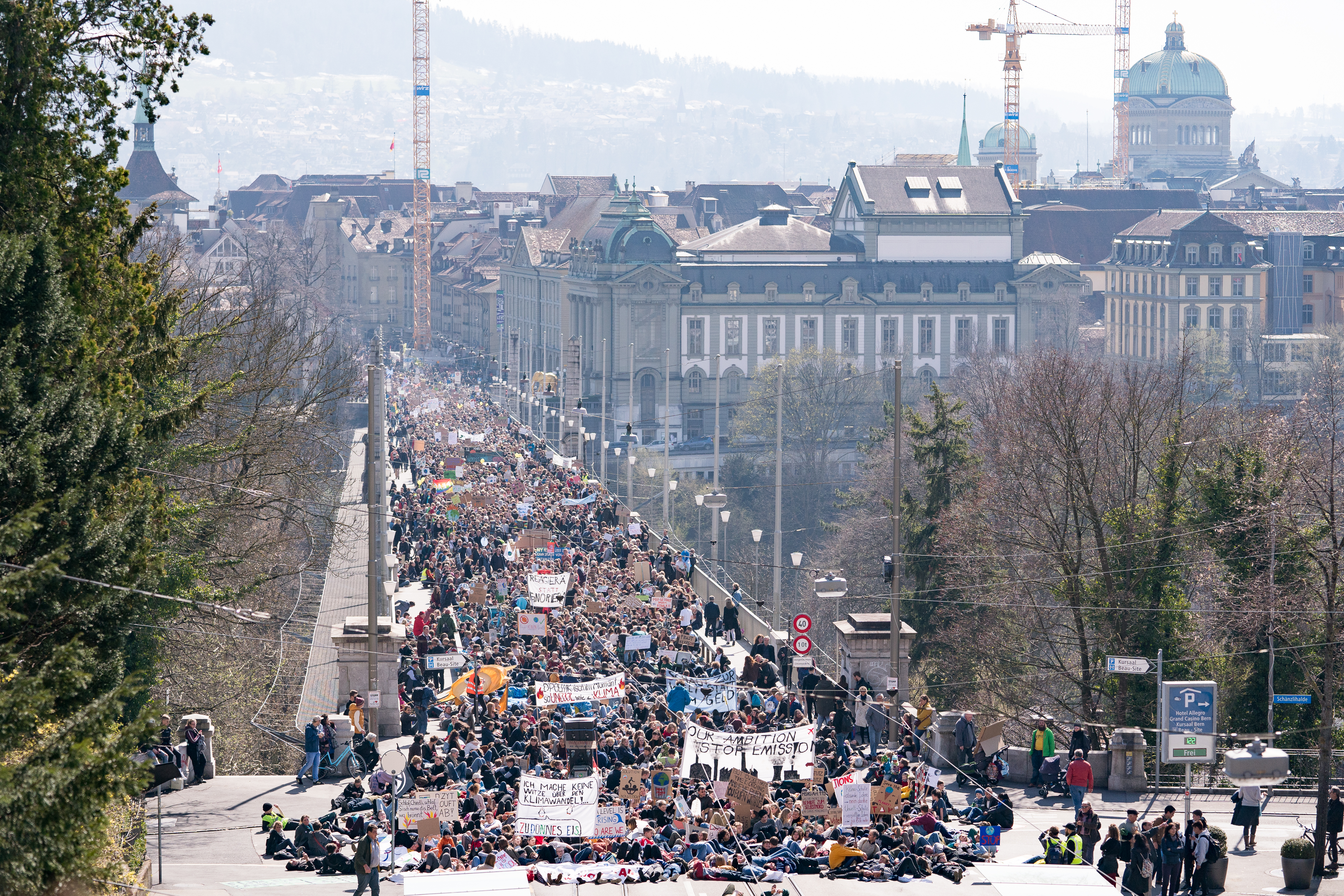
Kornhausbrücke mit Schüttestrasse am anderen Ende rechts, Bundeshaus im Hintergrund (2019)

Die Schüttestrasse ist eine in der Stadt Bern (Schweiz) gelegene Strasse, nördlich der Altstadt hoch über der Aare.

## Lage
Die Schüttestrasse mündet im Westen in die Hodlerstrasse und den Waisenhausplatz, im Osten in die Brunngasshalde (unter der Kornhausbrücke an der Seite zum Kornhausplatz) und im Süden in Theatergässchen und Predigergasse. Sie verläuft parallel zur Nägeligasse.

## Geschichte
Der etwa im Jahre 1860 angelegte Weg an der Kante der Schütte, einem Hang zwischen dem Waisenhausplatz und der Grabenpromenade, erhielt am 19. November 1877 vom Berner Gemeinderat den Namen Schüttestrasse. Zuvor wurde er inoffiziell Schüttenweg genannt. Der Name Schütte erinnert daran, dass nach dem Stadtbrand von 1405, der fast zwei Drittel der Stadt zerstörte, die Trümmer an den nordseitigen Aarehang geschüttet wurden. Dieser Hang weist seither im Gegensatz zum südlichen Aarehang eine gleichmässige Steigung und kaum Mulden auf.
Die Fussgängerunterführung bei der Neuen Mädchenschule entstand in den Jahren 1968/69.

## Frühere Namen der Strasse
- Bis 1877: Schütteweg